# Kells (Kerry)
Kells (irl. Na Cealla) – wieś rybacka w hrabstwie Kerry w Irlandii na półwyspie Iveragh. W jej pobliżu znajduje się plaża Kells Beach nad zatoką Dingle. Inną atrakcją są ogrody Kells Bay Gardens, zawierające kolekcję roślin z południowej półkuli.
W latach 1893–1960 w Kells funkcjonowała stacja kolejowa na linii z Farranfore do Valentia Harbour. W pobliżu wsi znajdował się most kolejowy Gleesk Viaduct.
Przez Kells przebiega szlak turystyczny Pierścień Kerry.